# TÜV Thüringen
Der TÜV Thüringen ist ein international tätiges Dienstleistungsunternehmen mit Hauptsitz in Erfurt. Der TÜV Thüringen ist als Unternehmensgruppe aufgestellt und steht mit den anderen Prüforganisationen im Wettbewerb. Der Freistaat Thüringen gilt als das einzige der neuen Bundesländer, das einen eigenständigen Technischen Überwachungsverein hat.

## Beschreibung
Die TÜV Thüringen Unternehmensgruppe hat ihren Schwerpunkt in Mitteldeutschland und agiert bundes- und weltweit. An zehn Standorten in Deutschland, zahlreichen Kfz-Prüfanlagen und in zwölf Ländern sind mehr als 1000 Mitarbeiter tätig.
Die Sachverständigen des TÜV Thüringen arbeiten in den Bereichen Anlagensicherheit, Produktprüfung, Qualifizierung, Systemzertifizierung, Umwelt und Verkehr.
Das Dienstleistungsangebot des Unternehmens hat sich sowohl im technischen als auch im nicht-technischen Bereich in den Jahren seit der Wiedergründung 1990 stark verändert. Beispielsweise ist der Bedarf nach Umweltuntersuchungen ab dem Jahr 2000 stark zurückgegangen. Dafür wurden neue Märkte außerhalb der technischen Bereiche wie Prüfung und Zertifizierung erschlossen.
Der TÜV Thüringen verfügt über rund 150 verschiedene Zulassungen, auf denen unterschiedliche Leistungen basieren. Die Leistungen beinhalten immer eine der Methoden analysieren, begutachten, beraten, konzipieren, messen, prüfen, qualifizieren oder zertifizieren. Daraus ergeben sich alle Dienstleistungen, beispielsweise Ausbildung von Fachpersonal, Begutachtung für die Fahreignung, Kalibrierung von Messgeräten, Prüfung von technischen Anlagen und Kraftfahrzeugen bis hin zu Zertifizierung von technischen Anlagen, Produkten, Managementsystemen und Personal.

## Marke, Logo und Image
Das Logo des TÜV Thüringen enthält den stilisierten Thüringer Wappenlöwen und erinnert somit an die Herkunftsregion. Der Slogan des Unternehmens lautet „Mit Sicherheit in guten Händen!“. Er soll das Gefühl vermitteln, dass die Kunden beim TÜV Thüringen zuverlässig und in hoher Qualität bedient werden.

## Firmengeschichte

### 1907–1938
Die Wurzeln des TÜV Thüringen liegen in dem vor über 100 Jahren in Gotha gegründeten Gothaer Dampfkessel-Revisions-Verein. Der Verein war in erster Linie eine Organisation von Kesselbetreibern, welche unabhängig und staatsentlastend agierten. Mit der ständigen Veränderung und raschen Ausweitung von neuen Produktionsmitteln und -stätten wurden neue Arbeitsgebiete geschaffen und vorhandene erweitert. Um die Jahrhundertwende wurden so zum Beispiel die Überprüfung von elektrischen Anlagen sowie die Prüfung von Kraftwagenführern und Kraftfahrzeugen eingeführt.

### 1938–1945
Per Dekret der Reichsregierung wurde im Jahr 1938 allen Revisions-Vereinen die neue Bezeichnung „Technischer Überwachungsverein“ zugewiesen. Nach dem Zweiten Weltkrieg wurden alle Vereine wegen ihrer Involvierung in die Strukturen des Nationalsozialismus von den Siegermächten aufgelöst.

### 1945–1989
Die Sowjetische Militäradministration Deutschlands ließ nach dem Zweiten Weltkrieg in ihrer Besatzungszone in den Ämtern für Arbeit und Sozialfürsorge die Abteilungen für Arbeitsschutz einrichten. Daraus wurde 1965 die Technische Überwachung der DDR gegründet. Das staatliche Amt für Technische Überwachung hatte die Aufgabe, den Schutz von Leben und Sachwerten zu garantieren.

### Ab 1990
Im April 1990 wurde der TÜV Thüringen e. V. von Vertretern der Wirtschaft in Erfurt wieder gegründet und wurde schnell zur amtlich anerkannten technischen Überwachungsorganisation des Freistaates Thüringen und zur Überwachungsorganisation für den Kraftfahrzeugverkehr. Im Herbst 1990 wurde der TÜV Thüringen Mitglied im Verband der Technischen Überwachungs-Vereine (VdTÜV e. V.).
Schrittweise wurden die Arbeitsfelder parallel zur technischen Entwicklung erweitert: Untersuchungen von Umweltbelastungen, Produktprüfungen, Schadenbegutachtungen, Röntgenprüfungen, Fahreignungsuntersuchungen sowie Aus- und Fortbildung gewann mehr und mehr an Bedeutung. Die TÜV Akademie GmbH Unternehmensgruppe TÜV Thüringen bietet seit 1991 zielgruppenorientiert Seminare und Lehrgänge für Industrie, Handwerk und Dienstleister an. Darüber hinaus dient eine Bildungsstätte in Bad Liebenstein als Aus- und Fortbildungsort auf dem Gebiet des Gesundheits- und Arbeitsschutzes.
Seit 1993 vergibt die Zertifizierungsstelle für Managementsysteme Personal des TÜV Thüringen Zertifikate und unterstützt damit nationale und internationale Unternehmen bei der Einführung und Weiterentwicklung von Managementsystemen.
1993 gründete der TÜV Thüringen die erste ausländische Tochtergesellschaft. Mit TÜVLITA wurde in Litauen die Fahrzeugüberwachung nach europäischem Vorbild eingeführt. Seitdem nimmt die Zahl der ausländischen Tochtergesellschaften stetig zu.
Die einstige Monopolstellung der TÜVe wurde schrittweise bis 2007 durch die Marktliberalisierungsbestrebungen der Europäischen Union aufgehoben. Dadurch steht der TÜV Thüringen nicht nur in Thüringen, sondern bundesweit mit allen Leistungen im Wettbewerb mit den anderen Technischen Überwachungsvereinen und weiteren Wettbewerbern.

## Spendensiegel
Das Spendensiegel des TÜV Thüringen zertifiziert seit 2009 Fundraisingorganisationen. Es unterscheidet sich von anderen Spendensiegeln darin, dass es vor allem die Effizienz interner Arbeitsabläufe beim Fundraising, d. h. der Spendengewinnung prüft. Durch die Verschriftlichung von Arbeitsabläufen und die Klärung von Verantwortlichkeiten soll mehr Effizienz geschaffen und dadurch Zeit und Geld gespart werden. Damit ist das Siegel eher betriebswirtschaftlicher Natur als ein Beleg für die sinnvolle Verwendung der eingenommenen Gelder. Das Verfahren ist kostenpflichtig. Zur Höhe der Kosten macht der TÜV keine Aussagen.
Erster Träger des Zertifikats war die Organisation Ärzte ohne Grenzen.